# Тиран-малюк
Тиран-малюк (Zimmerius) — рід горобцеподібних птахів родини тиранових (Tyrannidae). Представники цього роду мешкають в Мексиці, Центральній і Південній Америці.

## Опис
Тирани-малюки — дрібні птахи, середня довжина яких становить 10,5-12 см, а вага 6-13 г. Їм притаманне характерне забарвлення крил: пера на крилах мають жовті края, однак смуги на них відсутні. Тирани-малюки живуть в кронах вологих тропічних лісів та на узліссях. Вони живляться дрібними плодами, зокрема омелою, а також комахами.

## Таксономія і систематика
Молекулярно-генетичне дослідження, проведене Телло та іншими в 2009 році дозволило дослідникам краще зрозуміти філогенію родини тиранових. Згідно із запропонованою ними класифікацією, рід Тиран-малюк (Zimmerius) належить до родини тиранових (Tyrannidae), підродини Еленійних (Elaeniinae) і триби Euscarthmini. До цієї триби систематики відносять також роди Тиран-карлик (Ornithion), Каландрита (Stigmatura), Інезія (Inezia), Тиранчик-рудь (Euscarthmus), Тиран-крихітка (Phyllomyias), Тиранчик-тонкодзьоб (Camptostoma) і Тиранчик-довгохвіст (Mecocerculus).

## Види
Виділяють п'ятнадцять видів:
- Тиран-малюк північний (Zimmerius vilissimus)
- Тиран-малюк омеловий (Zimmerius parvus)[5]
- Тиран-малюк венесуельський (Zimmerius improbus)
- Тиран-малюк білобровий (Zimmerius petersi)[6]
- Тиран-малюк болівійський (Zimmerius bolivianus)
- Тиран-малюк червонодзьобий (Zimmerius cinereicapilla)
- Мішана (Zimmerius villarejoi)
- Тиран-малюк жовтогрудий (Zimmerius chicomendesi)[7]
- Тиран-малюк елегантний (Zimmerius gracilipes)
- Тиран-малюк гвіанський (Zimmerius acer)[8]
- Тиран-малюк жовтощокий (Zimmerius chrysops)
- Тиран-малюк гірський (Zimmerius minimus)[9]
- Тиран-малюк чокоанський (Zimmerius albigularis)[10]
- Тиран-малюк лоянський (Zimmerius flavidifrons)[11]
- Тиран-малюк золотолобий (Zimmerius viridiflavus)

## Етимологія
Рід отримав назву Zimmerius на честь американського орнітолога Джона Тодда Зіммера.